# Ichimei
Ichimei (一命) é um filme 3D japonês de drama realizado por Takashi Miike e produzido por Jeremy Thomas e Toshiaki Nakazawa, que em 2010 se havia unido com Miike no filme 13 Assassins. Lançado no Festival de Cannes de 2011, foi o primeiro filme em 3D a disputar a Palma de Ouro. Esta é a segunda adaptação cinematográfica de um drama de Yasuhiko Takiguchi após Hara-kiri filmado em 1962 por Masaki Kobayashi com Tatsuya Nakadai no papel principal do ronin Tsugumo Hanshiro.

## Sinopse
Hanshiro (Ebizo Ichikawa) é um samurai com poucos recursos, mas que quer morrer dignamente. Para tal, pede ajuda a Kageyu (Koji Yakusho), que, para o demover, conta-lhe a história trágica de Motome (Eita), um outro jovem samurai que lhe pedira o mesmo. Hanshiro comove-se, mas mantém a sua decisão de morrer de forma digna. Na altura de cometer hara-kiri, o ritual japonês de suicídio, o seu último desejo é ser assistido por três tenentes de Kageyu, que estranhamente desapareceram. Questionado por Kageyu, Hanshiro revela a sua ligação a Motome e conta-lhe a história das suas vidas, justificando a prova de força que encetou por espírito de vingança.

## Elenco
- Ichikawa Ebizō XI como Tsugumo Hanshiro
- Eita como Chijiiwa Motome
- Hikari Mitsushima como Miho
- Naoto Takenaka como Tajiri
- Munetaka Aoki como Omodaka Hikokurō
- Hirofumi Arai como Matsuzaki Hayatonoshō
- Kazuki Namioka como Kawabe Umanosuke
- Yoshihisa Amano como Sasaki
- Takehiro Hira como Ii Kamon-no-kami Naotaka
- Takashi Sasano como Sōsuke
- Nakamura Baijaku II como Chijiiwa Jinnai
- Kōji Yakusho como Saitō Kageyu